# Hipolit Łopatyński
Hipolit Łopatyński (ur. w 1812, zm. 15 lipca 1890) – unita, adiutant gen. Józefa Dwernickiego w powstaniu listopadowym.
W roku 1831 walczył w korpusie gen. Dwernickiego, a potem w legii litewsko-ruskiej, uczestnik powstania styczniowego, później urzędnik magistratu w Stanisławowie i nauczyciel prywatny języka francuskiego.
Pochowany w kwaterze powstańców listopadowych na Cmentarzu Sapieżyńskim w Stanisławowie.